# Jiří Svoboda (lední hokejista)
Jiří Svoboda (* 16. prosince 1954, Plzeň) je bývalý český hokejový brankář. S hokejem začínal v Chomutově, v roce 1973 si zahrál pár zápasů za "A" tým VTŽ Chomutov, který v té době usiloval o postup do nejvyšší soutěže. Postup se podařil, ale Jiří mezitím narukoval na vojnu do Dukly Jihlavy.

## Hokejová kariéra
V československé lize chytal za Duklu Jihlava, CHZ Litvínov, Škodu Plzeň a TJ Gottwaldov. S Duklou Jihlava získal v roce 1974 mistrovský titul. V této sezóně byl nejlepším brankářem ligy podle počtu obdržených gólů. Reprezentoval Československo na mistrovství Evropy juniorů do 19 let v roce 1973, kde tým skončil na 3. místě, a na Mistrovství světa juniorů v ledním hokeji 1974, kde tým Československa skončil na 5. místě.

## Klubové statistiky
| 1973/1974 | Dukla Jihlava | 1. liga | -  | -    | -    |
| 1974/1975 | Dukla Jihlava | 1. liga | -  | -    | -    |
| 1975/1976 | CHZ Litvínov  | 1. liga | 8  | 3,63 | -    |
| 1976/1977 | CHZ Litvínov  | 1. liga | 9  | 3,89 | -    |
| 1977/1978 | Škoda Plzeň   | 1. liga | 31 | 4,15 | -    |
| 1978/1979 | Škoda Plzeň   | 2. liga | -  | -    | -    |
| 1979/1980 | Škoda Plzeň   | 1. liga | 20 | 3,40 | -    |
| 1980/1981 | Škoda Plzeň   | 1. liga | 44 | 3,64 | 91,1 |
| 1981/1982 | Škoda Plzeň   | 1. liga | 41 | 3,92 | 91,2 |
| 1982/1983 | Škoda Plzeň   | 1. liga | 44 | 4,00 | 90,3 |
| 1983/1984 | Škoda Plzeň   | 1. liga | 44 | 3,76 | 88,1 |
| 1984/1985 | Škoda Plzeň   | 1. liga | 27 | 3,71 | -    |
| 1985/1986 | TJ Gottwaldov | 1. liga | 29 | 2,89 | 89,9 |
| 1986/1987 | TJ Gottwaldov | 1. liga | 13 | 3,15 | 88,9 |
| 1987/1988 | Škoda Plzeň   | 1. liga | 21 | 4,42 | -    |